# Babadan (Wlingi)
Babadan is een bestuurslaag in het regentschap Blitar van de provincie Oost-Java, Indonesië. Babadan telt 8745 inwoners (volkstelling 2010).